# Sebastián de Vivanco
Sebastián de Vivanco (* um 1550 in Ávila; † 26. Oktober 1622 in Salamanca) war ein spanischer Komponist der Renaissance.

## Leben
Man nimmt an, dass Sebastián de Vivanco seine musikalische Ausbildung ebenso wie sein etwas älterer Zeitgenosse Tomás Luis de Victoria an der Kathedrale von Ávila erhielt. Seine erste bekannte Stelle war die des Kapellmeisters der Kathedrale von Lérida. Diesen Posten gab er 1576 auf, um als Kapellmeister an die Kathedrale von Segovia zu gehen. 1588 kehrte er als Kapellmeister an die Kathedrale von Ávila zurück. 1602 ging er schließlich nach Salamanca, wo er Kapellmeister der dortigen Kathedrale sowie ab 1603 außerdem Professor für Musik an der Universität wurde.
Vivanco gilt als einer der fähigsten spanischen Komponisten seiner Generation und insbesondere als ausgezeichneter Kontrapunktiker, während er als Harmoniker weitgehend dem Vokabular seiner Zeit verhaftet blieb.

## Werke
- Liber magnificarum (1607), enthält 18 Vertonungen des Magnificat
- Libro de misas (1608), enthält 10 Messen:
  - Missa Assumpsit Jesus (5-stg.)
  - Missa in festo Beata Maria Virgine (4-stg.)
  - Missa Beata Virgine in sabbato (4-stg.)
  - Missa Crux fidelis (6-stg.)
  - Missa Doctor bonus (4-stg.)
  - Missa In manus tuas (8-stg.)
  - Missa O quam suavis es, Domine (4-stg.)
  - Missa quarti toni (4-stg.)
  - Missa sexti toni (4-stg.)
  - Missa super octos tonos (4-stg.)
- Libro de motetes (1610).
- Missa Tu es vas electionis
- Misa para dias feriados
- Missa de Requiem taciturna